# Edgaras Benkunskas
Edgaras Benkunskas (* 28. Mai 1999) ist ein litauischer Leichtathlet, der sich auf die Mehrkämpfe spezialisiert.

## Sportliche Laufbahn
Erste Erfahrungen bei internationalen Meisterschaften sammelte Edgaras Benkunskas bei den 2016 erstmals in Tiflis ausgetragenen Jugendeuropameisterschaften, bei denen er mit 6907 Punkten den siebten Platz im Zehnkampf belegte. Im Jahr darauf erreichte er bei den U20-Europameisterschaften in Grosseto mit 7090 Punkten Rang 14 und 2019 wurde er bei den U23-Europameisterschaften in Gävle mit 7584 Punkten Achter. 2021 klassierte er sich bei den U23-Europameisterschaften in Tallin mit 7733 Punkten auf Rang sieben und 2023 gewann er bei den World University Games in Chengdu mit 7879 Punkten die Silbermedaille hinter dem Tschechen Vilém Stráský. Zuvor wurde er bei der 2. Liga der Team-Europameisterschaft im Rahmen der Europaspiele in Chorzów mit 14,49 s Vierter im B-Lauf über 110 m Hürden. Im Jahr darauf wurde er bei den Europameisterschaften in Rom mit 7882 Punkten 15. im Zehnkampf und 2025 gelangte er bei den Halleneuropameisterschaften in Apeldoorn mit 5439 Punkten auf den zwölften Platz im Siebenkampf.
In den Jahren 2018 und von 2020 bis 2024 wurde Benkunskas litauischer Meister im Zehnkampf sowie 2019 und von 2021 bis 2024 Hallenmeister im Siebenkampf. Zudem er 2022 Landesmeister im 110-Meter-Hürdenlauf sowie in der 4-mal-100-Meter-Staffel sowie 2023 Hallenmeister über 60 m Hürden.

## Persönliche Bestleistungen
- 110 m Hürden: 14,26 s (+0,5 m/s), 29. Juli 2022 in Valmiera
  - 60 m Hürden (Halle): 8,00 s, 19. Februar 2023 in Klaipėda
- Zehnkampf: 8098 Punkte, 19. Mai 2024 in Götzis
  - Siebenkampf (Halle): 5937 Punkte, 5. Februar 2023 in Tallinn (litauischer Rekord)